# Instinct primar
Instinct primar (titlu original în engleză: Basic Instinct) este un film thriller erotic american din 1992, regizat de Paul Verhoeven, după un scenariu de Joe Eszterhas, cu Sharon Stone, Michael Douglas, Jeanne Tripplehorn și George Dzundza în rolurile principale. Filmul are un caracter erotic și în același timp de groază, care amintește de stilul lui Alfred Hitchcock, filmul a contribuit la creștrea popularității lui Sharon Stone și la crearea ei ca idol al sexului.

## Acțiune

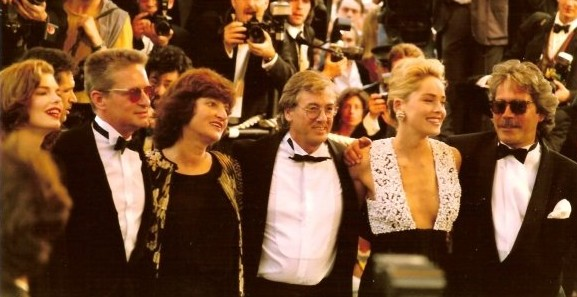
Actorii filmului la Cannes 1992

Fostul cântăreț de rock, Johnny Boz este găsit în locuința lui din San Francisco, mort și legat de pat. El a fost legat de pat cu un șal de mătase și după o orgie sexuală omorât în mod brutal cu un cuțit (pic à glace). Bănuiala anchetatorilor de poliție cade pe Catherine Tramell, o scriitoare bogată și frumoasă. Într-un roman al ei, a descris anterior o scenă asemănătoare, când un cântăreț de rock renumit este asasinat în același mod. Detectivul Nick Curran, este și el fascinat de frumusețea femeii distante, care este atrăgătoare pentru bărbați ca și pentru femei. Curran are o aventură cu Catherine și descoperă că ea a început un nou roman în care descrie uciderea unui detectiv de poliție. Între timp Curran descoperă că Catherine a avut în timpul colegiului o relație cu Beth, fosta lui prietenă  o psihiatră și Catherine mai este bănuită că ar fi implicată în actul de sabotaj de la un iaht, în care familia ei ar fi murit.
În ultima scenă Nick întoarce spatele pentru a da ocazia Catherinei de a căuta sub pat. Ea se oprește și ea aruncă în brațele lui Nick, atunci când obsearvă neîncrederea în ochii lui, iar spectatorii pot vedea cuțitul ascuns sub pat.

## Distribuție
- Michael Douglas: Det. Nick Curran
- Sharon Stone: Catherine Tramell
- George Dzundza: Gus Moran
- Jeanne Tripplehorn: Dr. Beth Garner
- Denis Arndt: Lieutenant Walker
- Leilani Sarelle: Roxanne "Roxy" Hardy
- Bruce A. Young: Andrews
- Chelcie Ross: Captain Talcott
- Dorothy Malone: Hazel Dobkins
- Wayne Knight: John Correli
- Daniel von Bargen: Lt. Marty Nilsen
- Stephen Tobolowsky: Dr. Lamott
- Benjamin Mouton: Harrigan
- Jack McGee: Sheriff
- Bill Cable: Johnny Boz
- Mitch Pileggi: Internal Affairs-Fahnder
- William Duff-Griffin: Dr. Myron
- James Rebhorn: Dr. McElwaine